# 柳沢翔
柳沢 翔（やなぎさわ しょう、1982年8月10日 - ）は、日本の映像作家、油彩画家。

## 人物
1982年、神奈川県鎌倉市生まれ。父親はIBM勤務（のち家具職人）。幼少期に3年間米国ミネソタ州で家族で暮らし、現地校でのコミュニケーションツールとして絵を描くことを覚える。グラフィティアートに抽象芸術を織り交ぜたライブペインターとして活動。美大在学中の2004年に村上隆主催のアートコンペ「GEISAI#3」で銀賞獲得、画家を目指したが見切りをつけ、映像監督を目指す。2005年、多摩美術大学美術学部油画専攻卒業。一旦就職したが制作部だったため退職し、フリー契約の監督になり、『Pokémon GO』のワールドトレーラーを監督した事で世界的に認知される。
資生堂「High School Girl? メーク女子高生のヒミツ」、ソニー・インタラクティブエンタテインメント「GRAVITY DAZE 2」「GRAVITY CAT 重力的眩暈子猫編」がカンヌ国際広告祭、クリオ賞、One Showの世界三大広告賞すべてでゴールドを受賞した。
リドリースコット アソシエイツ（イギリス、中国）、PRETTYBIRD（アメリカ）、DIVISION（フランス）、伊達事務所（日本）に所属。
第64回ACC 審査委員長 (Film Craft部門)。

## 作品

### CM
- 資生堂
  - 「The Party Bus-エレーナ・アン-福士リナ-えんどぅ-」篇
  - 「High School Girl? メーク女子高生のヒミツ」篇
  - Snow Beauty「逆さに降る雪-二階堂ふみ 窪田正孝」篇
  - SEA BREEZE「青春ジャンパー-三吉彩花」篇
  - 専科「BB誕生,パーフェクトウォータリーオイル-小池栄子,日南響子」篇
- 大塚製薬 ポカリスエット
  - 「ポカリ NEO合唱」篇
  - 「でも君が見えた-中島セナ」篇
  - 「羽はいらない -PUNPEE-imase-Toby Fox」篇
  - 「潜在能力は君の中。- 池端杏慈、椿」篇
- パナソニック 「Make New -Awich-三宅純」篇
- サントリー
  - ほろよい×Netflix　「Stranger Things - (sic)boy」篇
  - ほろよい「ほろよい飲んで、なにしよう? -小沢健二-スチャダラパー-tofubeats-kZm-佐藤千亜妃-TENDRE-池田智子」篇
- SIE GRAVITY DAZE 2「#重力猫 GRAVITY CAT / 重力的眩暈子猫編」篇
- NTTドコモ
  - 「はじまりの物語-星野源-長谷川博己-新田真剣佑-浜辺美波」篇
  - 「みんなの期待-星野源-長谷川博己-新田真剣佑-浜辺美波」篇
  - 「モンジュウロウの特技-星野源-長谷川博己-新田真剣佑-浜辺美波」篇
  - 「青春のど真ん中-星野源-長谷川博己-新田真剣佑-浜辺美波」篇
  - 「あたらしいスタート-星野源-長谷川博己-新田真剣佑-浜辺美波」篇
  - 「五人の女×ケータイするGOOGLE」篇
  - dヒッツ「キモチDJ ／ 秘めた想い-竹野内豊」篇
  - iPhone,iPad「感情のすべて ／ 家族-久保田紗友」篇
- 相模鉄道
  - 「100 YEARS TRAIN-二階堂ふみ 染谷将太」
  - 「父と娘の風景｜相鉄東急直通記念ムービー オダギリジョー 山﨑天」
- ポケモン×Niantic Labs×任天堂
  - 「Pokémon GO」
  - 「Pokémon GO Adventure Together for Legendary Pokémon!」
- USJ×任天堂「SUPER NINTENDO WORLD-Charli XCX,Galantis」
- Google Maps
  - 「ポケモンチャレンジ」篇
  - 「8-bit for NES」篇
  - 「Treasure Mode」篇
- ティファニー ショートフィルム 「Tiffany Blue-松本穂香,佐野玲於」篇
- トヨタ自動車
  - カローラスポーツ「気持ち良い日-菅田将暉-中条あやみ」篇
  - カローラスポーツ「続・気持ち良い日-菅田将暉-中条あやみ」篇
  - カローラクロス「個性を駆け抜けて」篇
  - カローラツーリング 「続賑やかなドライブ -菅田将暉-オカモトズ」篇
  - カローラクロス 「個性を駆け抜けて -山口メグル-Vaundy-小林健太」篇
- 日本コカコーラ コカ コーラ「熱さのリレー」篇
- 日清食品 カップヌードル
  - 「HUNGRY DAYS 最終回」篇
  - 「HUNGRY DAYS 魔女の宅急便」篇
  - 「HUNGRY DAYS ハイジ」篇
- リクルート「自分らしくシリーズ -黒木華」篇
- Heineken「A Lockdown Love Story」篇
- DODA「君だけのゴール／どこへだって行ける-綾野剛」篇
- Google nexus 7
  - 「Dance with Students」篇
  - 「cat」篇
  - 「waiting」篇
  - 「beach」篇
- canon
  - EOS kiss「Kiss is My Life-竹内結子」篇
  - EOS kiss X5「渾身の一枚-オラウータン、犬」篇
- スーモ
  - 「最後の上映会-森川葵」篇
  - 「最後の上映会2-市川実日子」篇
  - 「最後の上映会3-杉咲花」篇
- Volkswagen Polo,Golf「いいものを長く使う」篇
- NISSAN DAYZ 「AVM-松本潤」篇
- リプトン スマートタイムス「Mr.SMART登場-加瀬亮,黒木メイサ」篇
- キリンビール 一番搾り「居酒屋-役所広司」篇
- Sony  NEX-5T「誰にも撮れない写真展-北川景子」篇
- Sony Music Michael Jackson「BAD25 T-flip animation」篇
- ONE PIECE × menu「いくぞ、大配達時代」篇
- au スマパス「剛力彩芽七変化」篇
- JINS JINS仙台「ティザー 本広告-蒼井優」篇
- LOHACO「だいじに暮らすを買うロハコ-榮倉奈々」篇
- 東京メトロ「NEW TOKYO STORY シリーズ 00~04-山﨑賢人」篇
- SUBARU iSight 「minicar ligt stream」篇
- Gungho パズル&ドラゴンズ 「パレード-嵐」篇
- Philip Morris Japan マルボロ クリア「FROZEN CITY」篇
- Maison Perriet-Jouët ブランドムービー「a joyful ode to nature designed to re-enchant the world - メラニー・ロラン」篇
- カゴメ ラブレ「しつもん-白石麻衣-片桐仁」篇
- IKEA Go Winter Sale篇
- 日本コカコーラ
  - GEORGIA VINTAGE「こだわりのバリスタ」篇
  - Schweppes「DOG-久保田利伸」篇
- HONDA
  - Honda Smile Mission「メイキング オブ プチェコ」篇
  - CBR250 website movie「TOURINGLOBE」篇
- シマンテック Norton ご祈祷済みUSB「オマモリー-でんぱ組.inc」篇
- Google グーグルで,もっと「タブを楽しもう」篇
- フジテレビ
  - ドラマ「幸せになろうよ-ティザースポット」篇
  - 「SMAP×SMAP-スペシャル用スポット」篇
- チバビジョン Air Optix「進化図-成海璃子」篇
- カプコン モンスターハンター「武器、コミュニティ、アップデート」篇
- 三菱ケミカルホールディングス 「三菱快適化INSTITUTE」篇
- 宝島社 smart
- LION HEART for more trees「LOVE EARTH」篇
- リクルート×TKU WebCM「虹あそび」篇,「ナノくんシリーズ」篇
- 白泉社 月刊LaLa 「LaLaからのお知らせシリーズ」篇
- スクウェア・エニックス The 3rd Birthday「片桐仁がオーバーダイブ」篇
- ハドソン テトリスパーティプレミアム「誕生日,徹夜-優木まおみ」篇
- SHARP アクオスフォン セリエ「IGZOにします-野村周平」篇
- KFC 365 So good ブランドムービー「365 So good 」篇
- アオーレ長岡 ×森本千絵 長岡プロモーションムービー
- NEC Lavie-Z「世界最軽量への挑戦」篇
- Electric Arts Medal of Honor Webムービー「徳大寺力也シリーズ-板倉俊之」篇
- 機動戦士ガンダム 30周年記念DVD「うろおぼ絵-西川貴教」篇
- アクサダイレクト生命 「保険はウェブ保へ」篇
- SPACE SHOWER TV ステーションID「MUSIC IS MAGIC」篇
- コナミ pop'n music「二人でワイワイ-アヤカ・ウィルソン,須賀健太」篇
- ショウワノート ブルードラゴン「わくわく新学期」篇
- 森永製菓 inゼリー presents 非公式ハウツー動画「HOW TO SURVIVE COMIC MARKET」
- 第一三共ヘルスケア ルルアタックシリーズ「KAZE WARS-天海祐希」篇
- 湖池屋 KOIKEYA PRIDE POTATO
  - 「100% SONG」篇
  - 「100% 航海」篇
  - 「無添加統一-音尾琢真」篇
- 東京海上日動「保険は冒険から生まれた-町田啓太」篇
- マイナビ2018  「どらえもん-黒島結菜」篇
- テンセント THE KING OF FIGHTERS DESTINY 「Absurd Reality」篇
- スーパープランニング ROOTOTE「PLAY THE TOTE」篇[2]
- XFLAG モンスターストライク「帰りたくない-Mummy-D」篇[3]

### MV
- Charli XCX・Galantis「WE ARE BORN TO PLAY」
- 桜井和寿・GAKU-MC・槇原敬之・吉井和哉・MUMMY-D・KREVA・レキシ 他「春の歌」（FM802 25周年キャンペーンソング ）
- 井上陽水「リバーサイドホテル」
- 大塚愛「I ♥ ×××」
- AI「HANABI」
- JAY'ED「Everybody」
- nangi「walkの約束」
- VERBAL×yoon
- タニザワトモフミ「君に届け」「東京ハロー」（萩柳名義）
- vish「KIRAKIRA」
- L'Arc〜en〜Ciel「Hurry Xmas」（アニメパート）
- 乃木坂46
  - 「シャキイズム」
  - 「ガールズルール」
  - 「気づいたら片想い」（現場監督のみ）
  - 「私、起きる。」
  - 「サヨナラの意味」
- 鈴木瑛美子「100％ SONG」（現場監督のみ。演出仕上げ:西堀真澄）
- 山崎あおい「強くなる人」
- でんぱ組.inc「W.W.D II」
- GANG PARADE「ブランニューパレード」
- 嵐「A・RA・SHI -for dream ver.-」
- 呉青峰「Siren Salon」
- 米津玄師「Plazma」
- ILLIT「Little Monsters 」

### ショートフィルム
- 「逆さに降る雪」 脚本：監督：編集（主演：二階堂ふみ・窪田正孝）
- 「鳥、貴族」 脚本：監督（齋藤飛鳥・栗原類・吉村界人・やべきょうすけ 制作：ギークピクチュアズ）
- 「ナイフ」 脚本：監督：編集（乃木坂46 伊藤万理華 制作：リフト）
- 「エホンノススメ」 脚本：監督（主演：嶋田久作・坂野真弥 制作：ロボット）
- 「つるのおんがえし」 監督（主演：宮﨑香蓮 制作：ギークピクチュアズ）
- 「C型はいりの解体新書」 脚本：監督（主演：片桐はいり 制作：SDP）
- 「MILK」 脚本：監督（乃木坂46 堀未央奈 制作：ロボット）
- 「トイ」 脚本：監督：編集（伊藤万理華 制作：マザース）
- 「HOME SICK」 原作：椎名うみ 脚本：監督：編集（伊藤万理華・中島とも子・岩谷健司 制作：TYO）
- 「父と娘の風景」相模鉄道　相鉄東急直通記念ムービー（主演：オダギリジョー　山﨑天　音楽：PUNPEE　ハナレグミ）

### その他
- NHK テクネ ショートムービー「花枯去影」 原案:監督
- ヴィダルサスーン TVCM「FASION MUSIC 80s」篇 グラフィティデザイン
- INDEX 10周記念グラフィック 美術デザイン（CD：細野ひで晃）
- mixi ミクトク マスコットキャラクター「MICBEE」デザイン

### メディア
- 日本テレビ放送網
  - スッキリ「BUZZ-P」
  - 「高校生映像アワード」

### 映画
- 「星ガ丘ワンダーランド」 監督（出演：中村倫也・新井浩文・木村佳乃・菅田将暉・杏・市原隼人・佐々木希・松重豊）

## 受賞歴
- 大塚製薬 ポカリスエット「でも君が見えた」
  - アジア太平洋広告祭(ADFEST) 2022 フィルムクラフト部門 グランプリ受賞
  - CICLOPE ASIA 2021 Direction部門 グランプリ受賞
  - ONE SHOW 2022 Moving Image Craft部門 ゴールド受賞
  - CANNES LIONS フィルムクラフト部門 ブロンズ受賞
  - D&AD AWARDS 2022
    - Production Design部門 イエローペンシル受賞
    - Direction部門 ウッドペンシル受賞

  - ACC 2021
    - フィルム部門 ベストディレクター受賞
    - フィルム部門 最優秀音楽賞
    - フィルム部門 最優秀CG賞
    - フィルム部門 最優秀美術賞
    - フィルムA部門 シルバー受賞

  - SHOTS BEST AD 2021 シルバー受賞
- 大塚製薬 ポカリスエット「NEO合唱」 第58回ギャラクシー賞 CM部門 大賞
- サントリー  ほろよい  「ほろよいのんでなにしよう」 第59回ギャラクシー賞 CM部門 大賞
- Heineken 「LOCKDOWN LOVE STORY」
  - Short Shorts Film Festival Asia 2022 Branded Shorts of the Year グランプリ
  - CDA Art Directors Club 2022 Art Direction部門　ゴールド受賞
- 資生堂 「THE PARTY BUS」
  - EPICA AWARDS 2018
    - FILM部門 グランプリ受賞
    - ディレクション&フォトグラフィー部門 ゴールド受賞
    - ヘルス&ビューティー部門 ゴールド受賞

  - アジア太平洋広告祭（ADFEST2019）
    - FILM CRAFT部門 グランプリ受賞
    - アニメーション部門 ゴールド受賞
    - FILM部門 ブロンズ受賞

  - BOVA2019 広告主部門 準グランプリ
  - ANDY AWARDS 2019  FILM CRAFT部門 ゴールド受賞
  - BRANDED SHORTS NATIONAL 2019 グランプリ受賞
  - D&AD AWARDS 2019
    - シネマトグラフィー部門 グラファイトペンシル受賞
    - アニメーション部門 ウッドペンシル受賞
    - エンターテイメント部門 ウッドペンシル受賞
    - ディレクション部門 ウッドペンシル受賞

  - NEW YORK FESTIVALS 2019 オンライン部門 ファイナリスト
- 資生堂 「High School Girl ?」
  - CANNES LIONS 2016
    - FILM部門 ゴールド受賞
    - FILM CRAFT部門 ゴールド受賞

  - NEW YORK FESTIVALS 2016 FILM部門 Best of Show, First Prize, グランプリ受賞
  - EPICA AWARDS 2015
    - FILM部門 グランプリ受賞
    - ベストディレクション&ベストフォトグラフィー部門 グランプリ受賞
    - ラグジュアリー部門 ゴールド受賞

  - CLIO AWARDS 2016 FILM部門 ゴールド受賞
  - ONE SHOW 2016 online部門 ゴールド受賞
  - ANDY AWARDS 2016  ゴールド受賞
  - アジア太平洋広告祭（ADFEST2016） FILM部門 ゴールド受賞
  - Spikes Asia 2016
    - FILM CRAFT部門 グランプリ受賞
    - FILM部門 ゴールド受賞

  - D&AD AWARDS 2016
    - Branded Film Content部門 シルバーペンシル受賞
    - Film Advertising Crafts部門 ウッドペンシル受賞

  - ACC オンラインフィルム部門 ゴールド受賞
  - 第三回BOVA 広告主部門 準グランプリ
- SIE  GRAVITY DAZE 2 「Gravity Cat」
  - CANNES LIONS 2017
    - FILM CRAFT部門 ゴールド受賞
    - FILM CRAFT– Direction部門 シルバー受賞
    - FILM部門 シルバー受賞
    - FILM CRAFT– Visual Effects部門 ブロンズ受賞
    - Entertainment部門 ブロンズ受賞
    - サイバー– Social Video部門 ブロンズ受賞
    - サイバー– Brand部門 ブロンズ受賞

  - ONE SHOW 2017 Craft部門 ゴールド受賞
- NEW YORK FESTIVALS 2017
  -     - FILM部門 グランプリ受賞
    - Branded Entertainment部門 グランプリ受賞
    - FILM CRAFT部門 ゴールド受賞

  - D&AD AWARDS 2017 Branded Film Content部門 シルバーペンシル受賞
  - ANDY AWARDS 2017
    - Advertiser部門 ゴールド受賞
    - Craft部門 ゴールド受賞

  - 釜山広告祭(AD STARS)2017
    - FILM部門　グランプリ受賞
    - FILM CRAFT部門　ゴールド受賞
    - Branded Entertainment部門　ゴールド受賞
    - Branded Viral部門　ゴールド受賞
    - Interactive部門　シルバー受賞

  - CLIO AWARDS 2017
    - Film Technique部門 ゴールド受賞
    - Branded Content部門 シルバー受賞
    - Film部門 ブロンズ受賞
    - Visual Effects部門 ブロンズ受賞
    - Social Media部門 ブロンズ受賞

  - ACC クリエイティブアワード 2017
    - オンラインフィルム部門 総務大臣賞, グランプリ受賞
    - オンラインフィルム部門 フィルムディレクター受賞
    - フィルムクラフト部門 ベストディレクター受賞
    - インタラクティブ部門 ブロンズ受賞
- Spikes Asia 2017
  -     - Entertainment部門 グランプリ受賞
    - Film部門 ゴールド受賞
    - Film Craft部門 ゴールド受賞
    - Visual Effects部門 シルバー受賞
    - Digital部門 シルバー受賞
    - Art Direction部門 ブロンズ受賞
    - Social Media部門 ブロンズ受賞
    - Digital Craft部門 ブロンズ受賞
    - Design部門 ブロンズ受賞

  - LIA AWARDS 2017
    - Production部門 ゴールド受賞
    - Online Film部門 シルバー受賞
    - Branded Content部門 シルバー受賞
    - Direction部門 シルバー受賞
    - Visual Effects部門 シルバー受賞

  - Clio Entertainment Awards 2017
    - オリジナルコンテンツ部門 グランプリ受賞
    - Audio/Visual部門 ゴールド受賞
    - Visual Technique部門 ゴールド受賞
- 白泉社 TVCM 「LaLa report篇」
  - アジア太平洋広告祭（ADFEST2009） FILM部門グランプリ受賞
  - 釜山広告祭2009 ゴールド受賞（5部門）
  - Spikes Asia 2009 シルバー受賞
- SUBARU iSight 「minicar ligt stream」
  - アジア太平洋広告祭（ADFEST2014）
    - FILM部門 ゴールド受賞
    - FILM CRAFT部門 ブロンズ受賞

  - 釜山広告祭(ADSTARS2014) FILM部門　ブロンズ受賞
  - Spikes Asia 2014
    - FILM部門　シルバー受賞
    - FILM CRAFT部門　ブロンズ受賞
- Google
  - 「Google Maps 8-bit for NES」アジア太平洋広告祭（ADFEST2013） digital design部門 ゴールド受賞
  - 「Google Maps Pokemon Challenge」ACC CM フェスティバル 2014 インタラクティブ部門 シルバー受賞
  - 「Google Maps Pokemon Challenge」Yahoo! クリエイティブアワード 2014 グランプリ受賞
- NORTON 「オマモリー」アジア太平洋広告祭（ADFEST2013） FILM CRAFT部門 ブロンズ受賞
- 大塚愛 MV 「I ♥ ×××」
  - 文化庁メディア芸術祭 エンターテイメント部門/映像 審査委員会推薦作品
  - LONDON Hyper Japan 2011 , SEOUL International Animation and Carton Festival 公式上映作品
- Honda Smile Mission 「メイキング オブ プチェコ」
- Spikes Asia 2012 デジタルツール部門 シルバー受賞
  - London International Award 2012 —Innovative Use of Radio— ブロンズ受賞
- Google CM 「Google で、もっと。クロームで、タブを楽しもう。」 TIAA（東京インタラクティブ•アド•アワード）2011 シルバー受賞
- Google CM 「Google で、もっと。クロームで、タブを楽しもう。」 ACC CMフェスティバル 2011 FINALIST
- Google CM 「Google Maps 8-bit for NES」カンヌクリエイティブフェスティバル2012 サイバー部門 shortlist
- Google CM 「Google Maps 8-bit for NES」釜山広告祭 2012 ゴールド受賞
- Google CM 「Google Maps 8-bit for NES」Spikes Asia 2012 ブロンズ受賞
- Google CM 「Google Maps 8-bit for NES」London International Award 2012 —Branded Content— ゴールド受賞
- Google CM 「Google Maps 8-bit for NES」 文化庁メディア芸術祭2012 エンターテイメント部門/映像 審査委員会推薦作品
- Google CM Nexus 7「Dance with Students」 第67回広告電通賞  テレビ/情報部門  最優秀賞
- JAY'ED MV 「Everybody」 MTV WORLD STAGE VMAJ 2010 Best Male Video ファイナリスト
- リクルート WEBCM 「分子のナノくん」 ONESHOW2008 Interactive部門 ファイナリスト
- RECRUTE  スーモ「最後の上映会」 第69回広告電通賞 サービス部門  最優秀賞
- Sony music Michael Jackson「BAD25 T-flip animation」spikes asia 2013 プロモーション部門 shortlist
- コイケヤ  プライドポテト 「100％ SONG」 ギャラクシー賞2017 CM部門 入賞
- 村上隆主催 「GEISAI-3」 シルバー受賞（日比野克彦 浅野忠信推薦作品）
- 映画「星ガ丘ワンダーランド」
  - 第39回モントリオール世界映画祭 ファーストフィルム・ワールドコンペディション部門 公式ノミネート
  - 第19回上海国際映画祭 パノラマ部門 公式ノミネート